# Zabolotne (okres Chust)
Zabolotne, ukrajinsky Заболотне, maďarsky Sárdik, je část obce Velký Rakovec v bilkyvské vesnické komunitě, v okrese Chust, v Zakarpatské oblasti Ukrajiny. V roce 2025 zde žilo 797 obyvatel.
První písemná zmínka o této vsi pochází z roku 1340. U vsi je svatojiřský mužský klášter (monastýr) mukačevské diecéze ukrajinské pravoslavné církve.

## Příroda
U vsi jsou Zabolotnjanská jezera o celkové rozloze 40 hektarů.